# Sebastian Kneipp
Sebastian Kneipp (17. května 1821 Stephansried, Memmingen, Německo – 17. června 1897 Bad Wörishofen, Německo) byl německý kněz a léčitel, jeden ze zakladatelů přírodní léčby vodou. Jeho jméno nese speciální druh terapie zvaný Kneippova kúra. V Norsku je znám celozrnný chléb Kneippbrød.

## Život
Pocházel z chudé rodiny, živil se jako tkadlec. Teprve v 21 letech začal studovat na gymnáziu. Po maturitě onemocněl tuberkulózou, kterou lékaři pokládali za nevyléčitelnou. Tehdy se seznámil s knihou „O léčivé síle čerstvé vody“ („Unterricht von der Heilkraft des frischen Wassers“), jejímž autorem byl Johann Siegmund Hahn (1696–1773), později se také seznámil s metodami vodoléčby Vincence Priessnitze z Gräfenbergu (dnes Lázně Jeseník). Vodou, například pravidelným koupáním v řece nebo chozením bez bot v rose, se poměrně brzy uzdravil.
Roku 1852 byl vysvěcen na kněze a věnoval se jak léčení lidí, tak i publikování svých metod, které do konce života praktikoval v bavorských lázních Wörishofen blízko svého rodiště, asi 80 km západně od Mnichova, kde byl farářem. Jeho knihy byly přeloženy do mnoha jazyků včetně češtiny a metody „knajpování“ byly i zde velmi populární.